# Campionati del mondo di ciclismo su pista 1970
I Campionati del mondo di ciclismo su pista 1970 si svolsero a Leicester, in Regno Unito.

## Medagliere
| Posiz. | Nazione          | Oro | Argento | Bronzo | Totale |
| ------ | ---------------- | --- | ------- | ------ | ------ |
| 1      | Unione Sovietica | 2   | 2       | 3      | 7      |
| 2      | Germania Ovest   | 3   | 1       | 0      | 4      |
| 3      | Regno Unito      | 1   | 1       | 1      | 3      |
| 4      | Danimarca        | 1   | 1       | 0      | 2      |
| 5      | Francia          | 1   | 0       | 3      | 4      |
| 6      | Paesi Bassi      | 1   | 0       | 2      | 3      |
| 7      | Australia        | 1   | 0       | 0      | 1      |
| -      | Svizzera         | 1   | 0       | 0      | 1      |
| 9      | Germania Est     | 0   | 2       | 0      | 2      |
| -      | Italia           | 0   | 2       | 0      | 2      |
| 11     | Belgio           | 0   | 1       | 0      | 1      |
| -      | Nuova Zelanda    | 0   | 1       | 0      | 1      |
| 13     | Spagna           | 0   | 0       | 1      | 1      |
| -      | Cecoslovacchia   | 0   | 0       | 1      | 1      |